# Битка код Босворта
Битка на Босвортском пољу (или Битка код Босворта) била је коначна и најважнија битка Ратова двеју ружа, грађанског рата који је беснео у Енглеској од 1455, између династије Ланкастер и династије Јорк, два огранка династије Плантагенет. У бици су се сукобили претедент Хенри Тјудор, вођа остатака династије Ланкастер и Ричард III, краљ Енглеске и вођа династије Јорк. На Хенријеву страну се касније умијешао и барон Томас Стенли, који је дотад био уздржан.

## Позадина
Смрћу краља Хенрија V, његов млади син Хенри VI долази на престо. Након што његово регенство губи Стогодишњи рат у Француској, након чега се енглески поседи у тој земљи своде једино на град Кале, избија општи хаос у краљевству. Након низа битака на престо долази краљ из куће Јорк, Едвард V. Краљ Хенри VI је убијен док се молио, а остаци династије Ланкастер и њихови симпатизери беже преко мора, већином у Француску. Након Едвардове смрти, његов син Едвард VI, који је био још дете ступа на престо. Али његов регент и стриц Ричард од Глостера затвара њега и његовог млађег брата Ричарда од Јорка, те недуго после наређује својим људима да убију дечаке. Након тога долази на престо као Ричард III и покреће низ административних реформи и похода против својих неистомишљеника. Након две године Ричардове владавине последња нада Ланкастера Хенри Тјудор (који није био директни потомак Плантагенета) окупља у Бретањи војску од 2000 људи и плови према Велсу. Знајући за ово, Ричард III окупља око 10.000 људи и маршира према Велсу не били зауставио Тјудора да уђе у Енглеску. У централној Енглеској, крај градића Маркет Босворт, две војске су се сусреле, дана 22. августа. Барон Томас Стенли са својих 6000 људи стајао је удаљен од обе војске и чекао да види на чију страну да се прикључи.

## Битка
Војска Хенрија Тјудора је бројила на самое крају неких 5.000 људи, убројивши и дезертере који су на његову страну прешли из Ричардове војске. У његовој је војсци било јако мало Енглеза, сачињавали су је већином Велшани, са бројним јединицама Француза и Шкота. Ричардова сила била је састављена од 10.000 људи, већином из северне Енглеске, а Стенлијева војска је била комбинација Енглеза и Манаца. Битка је започела ланкастерским нападом и разбијањем Хенријеве војске Ричардовим топовима. Након одређеног времена један дио Ричардове војске, који је био састављен већином од људи из јужне Енглеске, где Ричард није био омиљен, напустио је бојиште, а још један контингент је каснио у битку због терена. Видевши да није у доброј позицији, Ричард се залетио на Хенрија Тјудора са 800 витезова, не били преокренуо ситуацију. Хенријевој пешадији успело је да одбране свог вођу. Видевши шта се дешава барон Стенли прелази на Хенријеву страну и опкољава Ричардове витезове. Очајни и опкољени Ричардовиа витезови беже и напуштају свога краља који се сам наставио храбро борити без коња. Међутим, окружен гомилама велшких копљаника, надјачан и уморан пао је на Босвортском пољу последњи Плантагенет. Нашавши Ричардову круну, барон Стенли предао ју је Хенрију Тјудору, сад Хенрију VII, краљу Енглеске и господару Ирске .

## Последице
Смрћу Ричарда III. династија Анжу-Плантагенет је нестала након 331 године владања Енглеском, а на престо дошла династија Тјудор. Ова битка се стога сматра крајем средњег века у Енглеској. Хенри, припадник династије Тјудор, био је само у сродству са Ланкастерима, па је стога оснивач нове династије. Та нова династија ће донети радикалне промене у енглеско друштво, поготово за време владања његова сина Хенрија VIII, када Енглеска постаје прво протестантско краљевство у Европи.